# Вернер, Томаш
То́маш Ве́рнер (чеш. Tomáš Verner, [ˈtomaːʃ ˈvɛrnɛr]о файле; род. 3 июня 1986 года в Писеке) —
чешский фигурист, выступавший в мужском одиночном катании, десятикратный чемпион Чехии (2002—2004, 2006—2008, 2011—2014) и чемпион Европы (2008). По состоянию на июнь 2011 года занимал 9-е место в рейтинге Международного союза конькобежцев (ИСУ).

## Карьера
Томаш Вернер начал кататься на коньках в возрасте пяти лет в своём родном городе. В 12 лет он переехал в Прагу для дальнейшего обучения. Первый раз он выиграл чемпионат Чехии в 2002 году, и в этом же году представлял Чешскую республику на чемпионате Европы (где стал 14-м) и на чемпионате мира (где не прошёл отбор в произвольную программу).
В течение следующих четырёх лет Вернер не поднимался выше 10 места на чемпионатах Европы и 13 места на мире.
В 2007 году Томаш резко улучшил свои результаты. На чемпионате Европы в Варшаве он стал вторым после Бриана Жубера, в результате чего стал первым чешским медалистом на этом турнире с 1992 года. На чемпионате мира того же года, в Японии, он стал четвёртым.
В 2008 году Вернер стал первым чешским одиночником выигравшим чемпионат Европы (Пётр Барна, победитель 1992 года, выступал за Чехословакию). На чемпионате мира 2008 года Томаш был четвёртым после короткой программы, но после невыполнения нескольких прыжков в произвольной программе, стал только 15-м.
В сезоне 2008—2009, Томаш впервые в своей карьере отобрался для участия в финале Гран-при по фигурному катанию, где стал четвёртым. Затем, занял шестое место на чемпионате Европы и 4-е на чемпионате мира. Место занятое на мировом первенстве дало Чехии право выставить двух участников в мужском одиночном катании на Олимпийских играх в Ванкувере.
Олимпийский сезон сложился для Вернера неудачно. Он не отобрался в финал Гран-при и получил возможность там выступить только из-за отказа Бриана Жубера, получившего травму. В финале Томаш занял последнее место. В дальнейшем кризис продолжился. Вернер проиграл национальный чемпионат молодому Михалу Бржезине, затем занял лишь 10-е место на европейском чемпионате (Бржезина там стал 4-м), а Олимпиаду провалил став лишь 19-м (Бржезина — 10-й). На чемпионат мира Томаш не поехал, хотя у Чехии на турнире было два представительства.
В мае 2010 года, после провального сезона, Томаш объявил, что решил временно прекратить сотрудничество со своими тренерами Михаэлем Хутом и Властой Копривовой. К сезону он готовился в различных лагерях США и Канады, а заодно подыскивал себе нового тренера. В октябре было решено остановиться на кандидатуре канадского специалиста Роберта Эмерсона.

## Личная жизнь
У Томаша Вернера есть старший брат Мирослав, который выступал в парном катании на международном уровне в юниорах, и младшая сестра Катаржина. Томаш знает английский и немецкие языки и немного говорит по-русски.
Вернер разбивает своё тренировочное время между Прагой, где он учится в университете, и немецким Оберстдорфом, где работает его тренер Михаэль Хут.

## Спортивные достижения

### после 2008 года
| Соревнования                         | 2008—2009 | 2009—2010 | 2010—2011 | 2011—2012 | 2012—2013 | 2013—2014 |
| ------------------------------------ | --------- | --------- | --------- | --------- | --------- | --------- |
| Зимние Олимпийские игры              |           | 19        |           |           |           | 11        |
| Чемпионаты мира                      | 4         |           | 12        | 16        | 21        | 10        |
| Чемпионаты Европы                    | 6         | 10        | 3         | 5         | 11        | 7         |
| Чемпионаты Чехии                     |           | 2         | 1         | 1         | 1         | 1         |
| Финалы Гран-при                      | 4         | 6         | 5         |           |           |           |
| Этапы Гран-при: NHK Trophy           |           |           |           | 5         |           |           |
| Этапы Гран-при: Skate America        |           | 5         |           |           | 8         |           |
| Этапы Гран-при: Trophée Eric Bompard |           | 2         |           |           | 8         |           |
| Этапы Гран-при: Cup of Russia        | 2         |           | 1         |           |           |           |
| Этапы Гран-При: Cup of China         | 3         |           | 3         |           |           |           |
| Nebelhorn Trophy                     | 4         |           |           |           | 6         |           |
| Мемориал Ондрея Непелы               |           |           |           |           | 3         | 1         |
| Мемориал Карла Шефера                | 3         |           |           |           |           |           |
| Ice Challenge                        |           | 1         |           |           |           |           |

### до 2008 года
| Соревнования                         | 2000—2001 | 2001—2002 | 2002—2003 | 2003—2004 | 2004—2005 | 2005—2006 | 2006—2007 | 2007—2008 |
| ------------------------------------ | --------- | --------- | --------- | --------- | --------- | --------- | --------- | --------- |
| Зимние Олимпийские игры              |           |           |           |           |           | 18        |           |           |
| Чемпионаты мира                      |           | 26        | 22        | 19        | 16        | 13        | 4         | 15        |
| Чемпионаты Европы                    |           | 14        | WD        | 10        |           | 10        | 2         | 1         |
| Чемпионаты мира среди юниоров        | 17        |           |           | 14        |           |           |           |           |
| Чемпионаты Чехии                     | 2         | 1         | 1         | 1         |           | 1         | 1         | 1         |
| Этапы Гран-При: NHK Trophy           |           |           |           |           |           |           |           | 2         |
| Этапы Гран-При: Trophee Eric Bompard |           |           |           |           |           |           |           | 6         |
| Этапы Гран-При: Skate Canada         |           |           |           |           |           |           | 5         |           |
| Этапы Гран-при: Cup of Russia        |           |           |           |           |           |           | 4         |           |
| Nebelhorn Trophy                     |           |           |           |           |           | 3         | 1         | 3         |
| Finlandia Trophy                     |           |           |           | 6         |           |           |           | 1         |
| Мемориал Карла Шефера                |           |           | 11        |           |           | 1         | 2         |           |
| Мемориал Ондрея Непелы               |           |           |           |           |           | 3         |           |           |

- WD = снялся с соревнований